# Ngwatle
Ngwatle – wieś w Botswanie w dystrykcie Kgalagadi. Według spisu ludności z 2001 roku wieś liczyła 206 mieszkańców.